# Rinzia carnosa
Rinzia carnosa är en myrtenväxtart som först beskrevs av Spencer Le Marchant Moore, och fick sitt nu gällande namn av Malcolm Eric Trudgen. Rinzia carnosa ingår i släktet Rinzia och familjen myrtenväxter. Inga underarter finns listade i Catalogue of Life.